# Panzer Commander
Panzer Commander est un jeu vidéo de simulation de char d'assaut développé par Ultimation et publié par Strategic Simulations en 1998 sur PC. Le jeu se déroule pendant la Seconde Guerre mondiale. Le joueur y commande un peloton de char d'assaut Allemand, Anglais, Russe ou Américain. Le jeu propose dix scénario pour chaque nationalité ainsi que six campagnes historiques constitués d'entre 24 et 33 scénarios consécutifs. En tant que commandant d'un peloton, le joueur coordonne les différents véhicules sous ses ordres. Il peut également prendre le contrôle d'un poste dans un char d'assaut, comme celui de pilote, d'artilleur ou de mitrailleur,.

## Accueil
| Panzer Commander      |      |       |
| Média                 | Nat. | Notes |
| Computer Gaming World | US   | 4/5   |
| Gen4                  | FR   | 2/5   |
| Joystick              | FR   | 80 %  |